# هوانگ ونیی
هوانگ ونیی (انگلیسی: Huang Wenyi؛ زادهٔ ۶ مارس ۱۹۹۱) قایقران روئینگ اهل چین است.